# Dunkelfelder

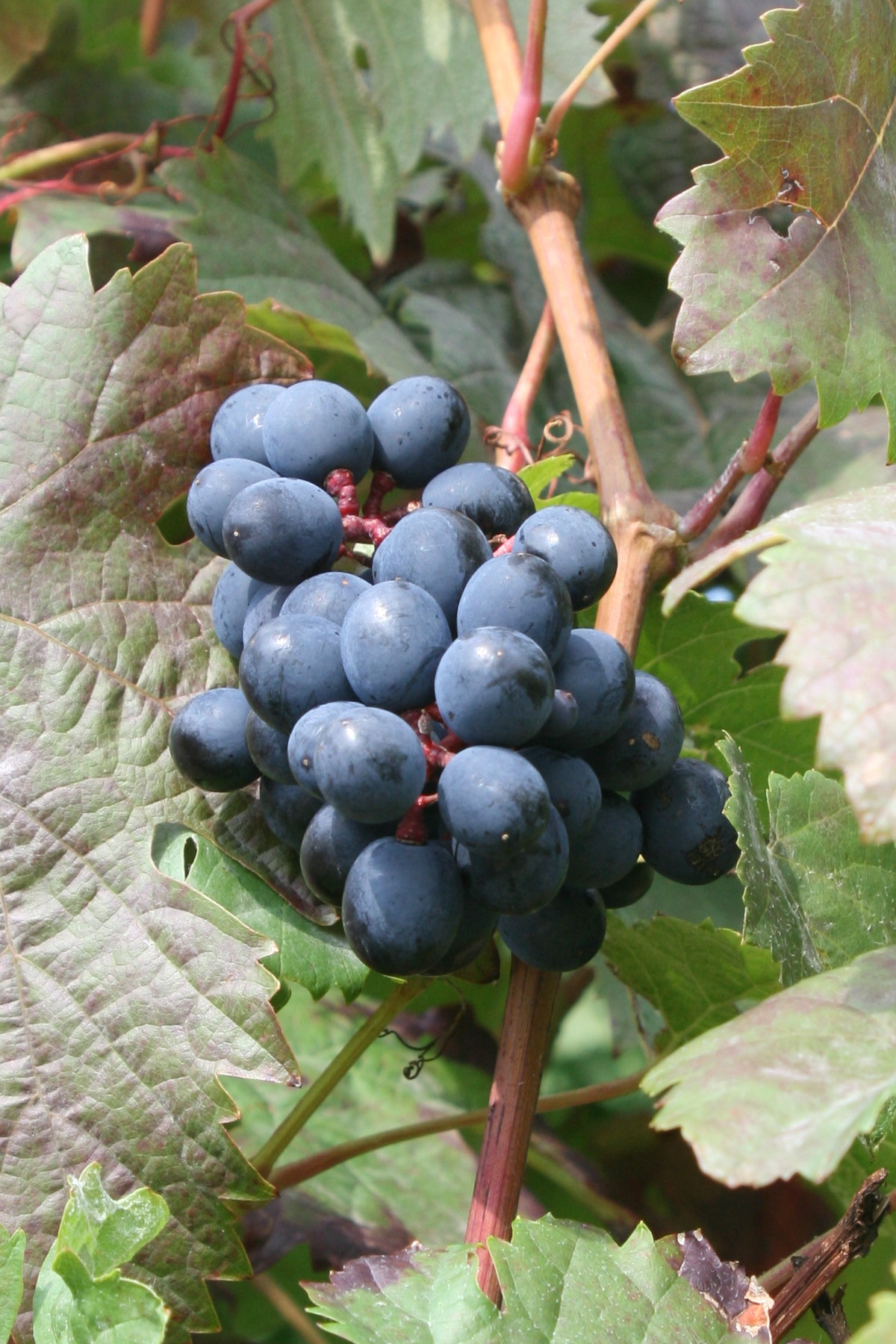
Dunkelfelder

Dunkelfelder, of Farbtraube, is een in het begin van de 20e eeuw ontwikkelde blauwe druivensoort. Deze komt oorspronkelijk uit Duitsland en wordt gebruikt voor het maken van rode wijn. Het is een kruising tussen een Blauwe Portugeser en de Teinturier du Cher. De naam van de druif is te danken aan de donkere kleur van het sap en hoge concentratie van kleurstoffen in de schil. Vanwege deze eigenschap wordt zij vaak gekozen als een van de druivensoorten in een gemengde wijn. Veel wijnen worden namelijk van meerdere druivensoorten gemaakt.
Beplanting vindt plaats in Duitsland, Zwitserland en het Verenigd Koninkrijk.

## Synoniemen[1]
- Fartraube Frölich
- Frölich V 4-4
- Purpur